# Hal Lindes
Hal Lindes, właśc. Harold Andrew Lindes (ur. 30 czerwca 1953 w Monterey) – amerykański gitarzysta.
Członek Dire Straits od 1980 do 1984, grał na albumach Love Over Gold i Alchemy, opuścił grupę w czasie nagrywania Brothers in Arms.
Wcześniej Hal grał w zespole Darling (1979). Wziął także udział w nagraniu płyty Tiny Turner Private Dancer. Od 1990 kompozytor muzyki dla filmów i seriali telewizyjnych, m.in. Don’t Do It! (1995), Airport (1997 – serial dokumentalny BBC), Reckless (1997), Reckless – The Sequel (1998), Gunshy (1998), Przebacz i zapomnij (2000).